# Nuevos horizontes para la arquitectura de las comunidades

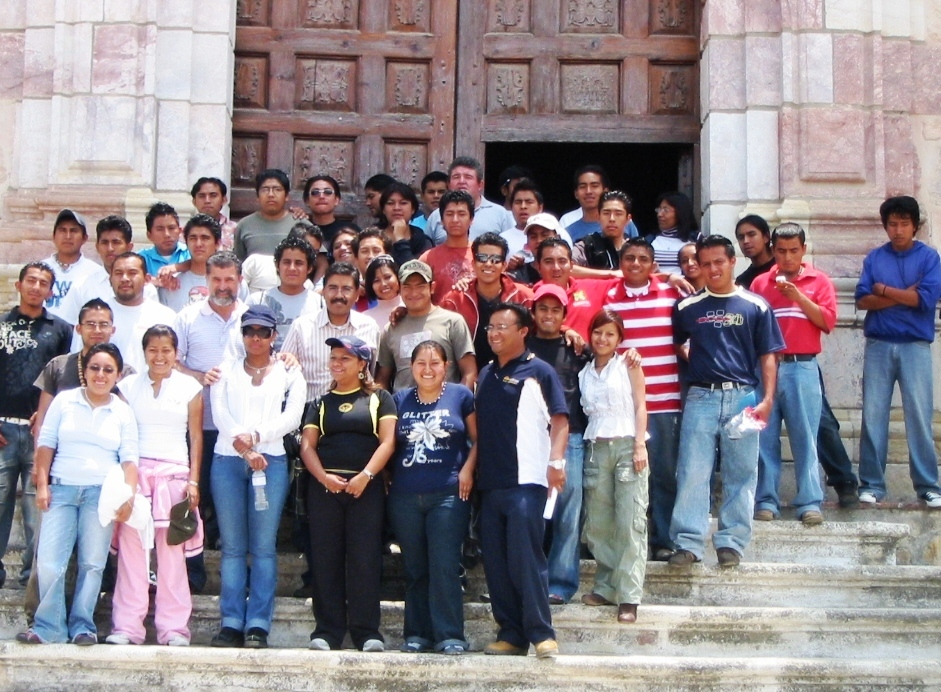
NHAC, acción comunal voluntaria en las comunidades, investigación académica y trabajo práctico

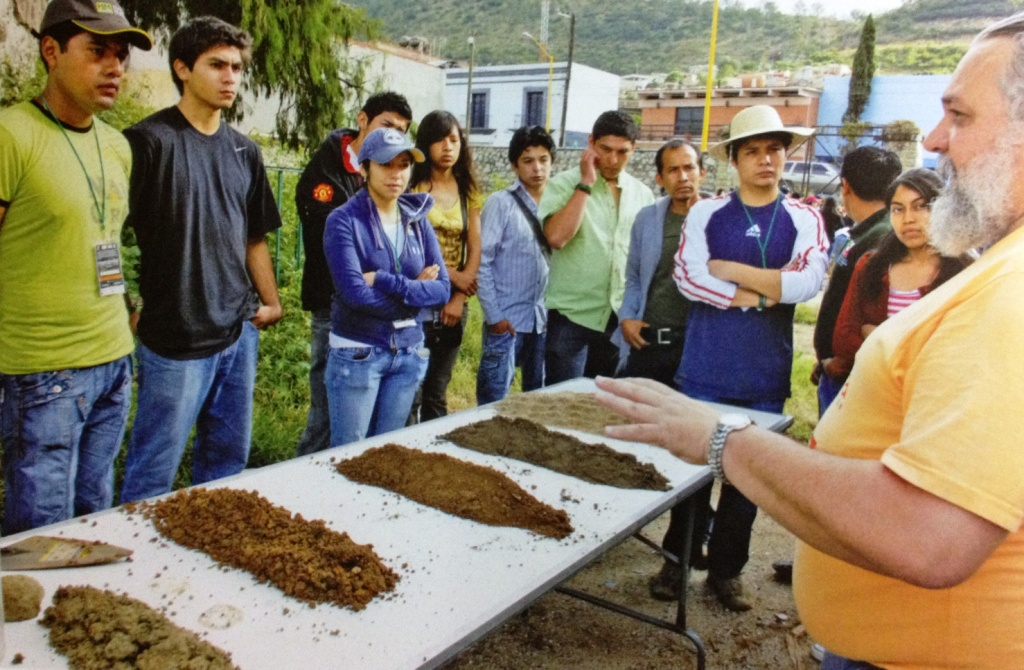
NHAC, Talleres de bioconstrucción impartidos por expertos internacionales, redes de información solidaria

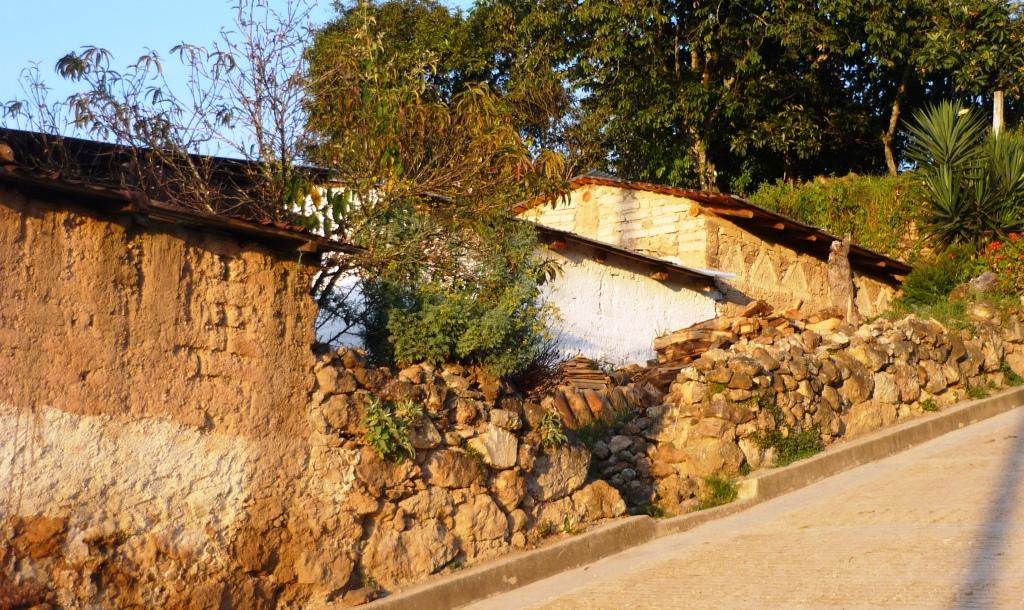
Estudios de campo sobre arquitectura vernácula, su recuperación y reinserción creativa de técnicas mejoradas

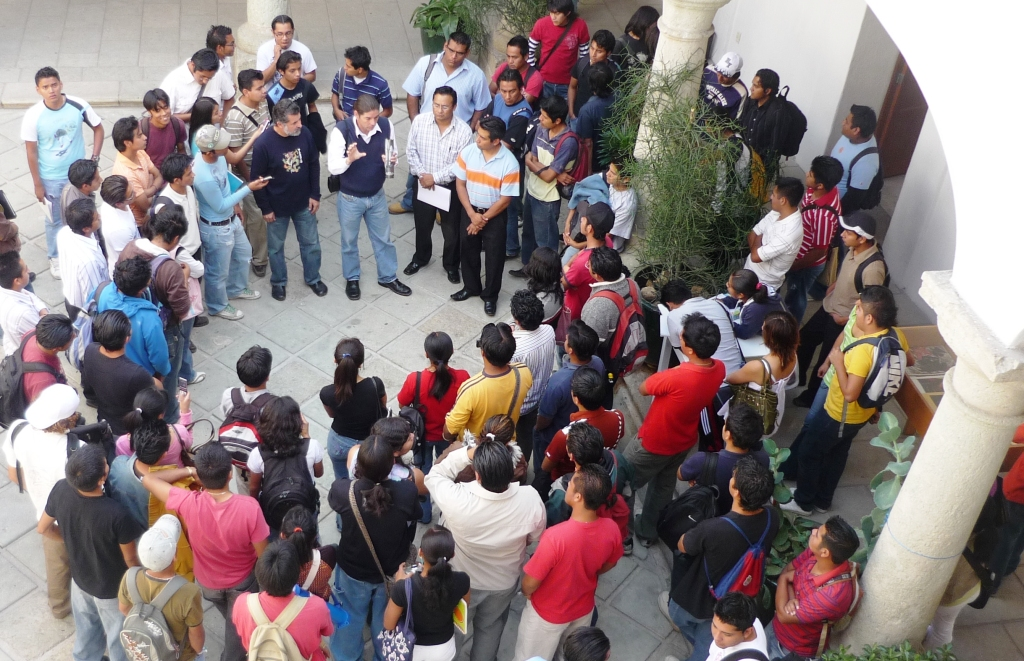
Charlas técnicas sobre construcción sustentable y otros temas, con especialistas mediante redes internacionales de cooperación

 Nuevos Horizontes para la Arquitectura de las Comunidades (NHAC) por sus siglas es una asociación civil fundada sin fines de lucro en Oaxaca, México,  conformada legalmente en el año 2007, con el objetivo incorporar investigadores, docentes, estudiantes y especialistas comprometidos en promover la arquitectura y desarrollo urbano en armonía con el ambiente, el respeto a la identidad cultural, la construcción verde y la sostenibilidad en general.

## Objetivos
Ante el crecimiento demográfico, la necesidad de vivienda e infraestructura urbana, el crecimiento amorfo de los pueblos, el negativo impacto ambiental y social de las prácticas actuales de urbanización, que se están presentando en todo el planeta, pero que muy sensiblemente afectados por la insuficiencia financiera presenta un grave deterioro en los países en desarrollo, un grupo de estudiantes y docentes de la Universidad Autónoma "Benito Juárez" de Oaxaca Oaxaca, México, liderados por el Arq. Pastor Alfonso Sánchez Cruz, se organizó  como la asociación “Nuevos Horizontes para la Arquitectura de las Comunidades” con los siguientes objetivos:

- Difundir el respeto por el medio ambiente a través de la práctica arquitectónica.
- Fomento y promoción de la arquitectura regional.
- Colaborar desde el ámbito civil en el fortalecimiento de la enseñanza de la arquitectura responsable.
- Preservación de los valores arquitectónicos de las comunidades.
- Promover el uso de técnicas y materiales regionales a la luz de las nuevas tecnologías.
- Investigar y difundir el uso de materiales y técnicas que ayuden a disminuir el consumo de energía y agua, así como la generación de desechos en los procesos constructivos.
- Difundir las buenas prácticas ambientales y sociales durante la proyección, construcción y ciclo de vida de las obras arquitectónicas.
- Apoyar la certificación de la calidad de buenas prácticas ambientales para beneficio de los usuarios finales.
- Concientizar al usuario de su responsabilidad en el buen uso de las edificaciones incluyendo el mantenimiento preventivo y la participación solidaria entre otras herramientas.
- Incentivar la transparencia de los procesos involucrados en la construcción.

## Organización
La asociación se consolidó con la participación de múltiples interesados en el tema, del área docente y civil mexicana e internacional, organizados en:

### Comité directivo
- Fundador y presidente: Pastor Alfonso Sánchez Cruz, arquitecto y maestro en administración, conferencista internacional, catedrático de las Facultades de Arquitectura y Administración de la UABJO, miembro de ICOMOS México y del Seminario de Cultura Mexicana, corresponsalía Oaxaca.
- Fundador: Verónica González García, L.A. con maestría en administración especializada en finanzas.
- Secretario: Marco Antonio Aguirre Pliego, arquitecto y maestro en historia de la arquitectura de México, miembro del Seminario de Cultura Mexicana, corresponsalía Oaxaca.
- Tesorero: Patricia Chiñas López, catedrático con maestría en historia de la aArquitectura de México, miembro del Seminario de Cultura Mexicana, corresponsalía Oaxaca.
- Vocal: Carolina Martínez Cruz, egresada de la Facultad de Administración de la UABJO.
- Investigación: Juan Manuel Gastellum Alvarado, arquitecto y maestro en desarrollo urbano, catedrático e investigador en la UABJO.

### Comité científico internacional
Como apoyo a su actividad de investigación y divulgación a través de la Revista Horizontes,  la asociación cuenta con el apoyo de un comité científico conformado por expertos y docentes en la materia como: Dra. Camila Mileto (Universidad Politécnica de Valencia), Dra. Eugenia María Azevedo Salomao (Universidad Federal de Bahía, Brasil), Fernando Vegas López-Manzanares (Universidad de Valencia, España, Universidad de Venecia, Italia, Universidad de Córdoba, Argentina, Universidad de Tirana, Albania), Dra. Giovanna Liberotti (Universidad de L'Aquila, Italia,  UNAM-México), Dr. Luis Fernando Guerrero Baca (Universidad Autónoma Metropolitana Azcapotzalco, ENCRyM-INAH en Churubusco, UAM-Azcapotzalco), Dra. Natalia Jorquera Silva (Universidad de Florencia, Italia, Universidad de Chile), Dr. Julio Vargas Neumann (Pontificia Universidad Católica del Perú), Dr. Francisco Uviña-Contreras (University of New Mexico, Universidad Nacional Autónoma de México, Center for the Study of the Preservation & Restoration of Cultural Properties (ICCROM) Italia), Dr. Luis Silvio Ríos Cabrera (Universidad Nacional de Asunción,  Paraguay,  Universidad Técnica de Aquisgran (Aachen) en Alemania), Dr. Félix Jové Sandoval,  (Universidad de Valladolid, España), Dr. Rodolfo Rotondaro  (Universidad Nacional de Mar del Plata), M.A. Zazanda Salcedo Gutiérrez (Universidad Mayor de San Andrés,  La Paz, Bolivia, CEPIES–UMSA, ENCRyM–INAH México),  Dra. Olimpia Niglio,  (Universidad de Nápoles Federico II, Italia)

### Consejo editorial
Para la administración de la calidad de los artículos a publicar en la revista, la asociación cuenta con un consejo editorial conformado por:  Arq. M.A. Ibo Bonilla Oconitrillo (Universidad de Costa Rica,  Universidad  Politécnica de Valencia,  Escuela Europea de Negocios, España),  Dr. Alfonso Ramírez Ponce (Universidad Nacional Autónoma de México, Arq. Miguel Ángel Castro Monterde (Expresidente del Colegio de Arquitectos del Estado de Oaxaca), Arq. Ramón Aguirre Morales (Universidad Nacional Autónoma de México, UABJO), Arq. M.A. Prometeo Alejandro Sánchez Islas (IPN,  ITESM, ITC México),  Dr. Daniel Alejandro Gómez Escoto (Universidad Veracruz,  Universidad Veracruzana, Universidad Politécnica de Madrid), Mtro. Robert A. Fredericks,  (Universidad Autónoma “Benito Juárez” de Oaxaca, Teachers College, NYC, Universidad de las Américas, Cholula, México)

## Convenios y asociaciones internacionales
Ha suscrito convenios de cooperación con múltiples instituciones como: Universidad Interamericana de Costa Rica, Facultad de Arquitectura de la Universidad Veracruzana, Campus Córdoba, Asociación Mexicana de Directores Responsables de Obra y Corresponsables, Sistema de Talleres Experimentales de Proyectos A.C., Instituto Tecnológico Superior de Teposcolula, Municipio de Capulálpam de Méndez, Instituto Mexiquense Campus Toluca, Universidad Autónoma Metropolitana Unidad Xochimilco, Universidad Autónoma de Guerrero, Universidad Regional del Sureste, Colegio de Arquitectos del Estado de México.

## Actividades
Entre múltiples actividades realizadas destacan por ejemplo:
- Publicación física y digital, en español e inglés de la Revista Horizontes con el ISSN 2007-2759[9][10][11]
- Publicación del Boletín Horizontes[12]
- Primer Taller de Construcción y Conservación de Arquitectura de Tierra[13]
- Proyecto “Preservación y Difusión Cultural de Capulalpam de Méndez”[14]
- Coloquio Internacional de Arquitectura Regional y Sustentable “La Nueva Visión de la Arquitectura Contemporánea, Su Responsabilidad Ambiental y Social”[15][16]
- Taller “Construyendo con Bahareque”[17]
- Carta Latinoamericana de Oaxaca:: Intervención en Sitios de Patrimonio Histórico[18]
- Reconocimientos a personajes destacados por su colaboración al trabajo voluntario con comunidades y avances en la investigación de materiales y técnicas tradicionales.[19]
- Múltiples conferencias dictadas por expertos de muchos países[20][21][22][23]